# روبرتو أرغيو
روبرتو أرغيو (بالإسبانية: Roberto Argüello)‏ مواليد 12 مايو 1963 في روساريو، الأرجنتين، هو لاعب كرة مضرب أرجنتيني سابق كان يلعب بكلتا اليدين.

## روابط خارجية
- روبرتو أرغيو على موقع رابطة محترفي التنس (الإنجليزية)
- روبرتو أرغيو على موقع الاتحاد الدولي لكرة المضرب (الإنجليزية)
- روبرتو أرغيو على موقع كأس ديفيز (الإنجليزية)
- روبرتو أرغيو على موقع خلاصة التنس.كوم (الإنجليزية)